# بخش تامپسون (شهرستان سنکا، اوهایو)
بخش تامپسون (به انگلیسی: Thompson Township) یک منطقهٔ مسکونی در ایالات متحده آمریکا است که در شهرستان سنکا، اوهایو واقع شده‌است.
 بخش تامپسون ۹۶٫۷ کیلومتر مربع مساحت و ۱٬۴۴۳ نفر جمعیت دارد و ۲۴۵ متر بالاتر از سطح دریا واقع شده‌است.